# Cabana de vinya (la Sénia)
La Cabana de vinya és un edifici de la Sénia (Montsià) inclòs a l'Inventari del Patrimoni Arquitectònic de Catalunya.

## Descripció
Aquest tipus de construcció popular és conegut a la zona com a "barraca de pedra". Es tracta d'una construcció de planta circular amb sector d'entrada a manera de cos rectangular que s'avança respecte a la línia del mur. Exteriorment, el mur puja en forma de cilindre fins a una alçada de 2,5 m, i a partir d'allí es tanca cònicament (en forma de túmul). A l'interior, el pas entre el mur i la falsa volta es fa de manera més progressiva. El parament és de pedres irregulars grans, més o menys ajustades, a l'interior i exterior, lloses més planes a la cara interior de la volta i reble de pedres menudes a l'interior del mur.

## Història
Les barraques destinades a aixopluc com aquesta, són menys freqüents que les que s'utilitzen per a caçar tords.